# Pierwsza miłość
Pierwsza miłość (Primer amor) és un migmetratge documental polonès dirigit l'any 1974 per Krzysztof Kieślowski rodat per a Telewizja Polska.

## Argument
És una història contemporània sobre l'amor de dos joves, en la qual el nen que naixerà va tenir un paper important.

## Recepció
La pel·lícula va ser apreciada al Festival de Cinema de Cracòvia, guanyant el Gran Premi del festival: el Cavall de l'Hobby d'Or, així com el Premi Especial "Drac d'Or"